# TNK (студія)
TNK Co., Ltd. (яп. 株式会社ティー・エヌ・ケー, Kabushiki-gaisha Tii Enu Kee) — японська анімаційна студія, розташована в районі Неріма, Токіо. Заснована 29 січня 1999 року Наґатеру Като, колишнім аніматором Tatsunoko Production. Студія створила низку аніме-серіалів, зокрема адаптації School Days та High School DxD, а також Hand Maid May, I My Me! Strawberry Eggs, UFO Ultramaiden Valkyrie і Kannazuki no Miko.

## Праця

### Серіали
| Назва                                                                  | Режисер           | Початок випуску  | Кінець випуску   | Нотатки                                  | Примітки |
| ---------------------------------------------------------------------- | ----------------- | ---------------- | ---------------- | ---------------------------------------- | -------- |
| Hand Maid May                                                          | Шінічіро Кімура   | 6 липня, 2000    | 22 вересня, 2000 |                                          | [ 1 ]    |
| I My Me! Strawberry Eggs                                               | Юдзі Ямагуті      | 4 липня, 2001    | 26 вересня, 2001 |                                          | [ 1 ]    |
| Magical Meow Meow Taruto                                               | Цукаса Сунага     | 5 липня, 2001    | 27 вересня, 2001 | Спільна робота з Madhouse.               | [ 2 ]    |
| UFO Ultramaiden Valkyrie                                               | Шігеру Уеда       | 4 липня, 2002    | 19 вересня, 2002 |                                          | [ 3 ]    |
| G-On Riders                                                            | Шінічіро Кімура   | 7 липня, 2002    | 1 жовтня, 2002   | Спільна робота з Shaft.                  | [ 4 ]    |
| L/R: Licensed by Royalty                                               | Іцуро Кавасакі    | 8 січня, 2003    | 26 березня, 2003 |                                          | [ 5 ]    |
| Wandaba Style                                                          | Нобухіро Такемото | 5 квітня, 2003   | 21 червня, 2003  |                                          | [ 6 ]    |
| UFO Ultramaiden Valkyrie 2: December Nocturne                          | Нобухіро Такаґі   | 4 жовтня, 2003   | 20 грудня, 2003  | Продовження UFO Ultramaiden Valkyrie.    | [ 3 ]    |
| Kannazuki no Miko                                                      | Тецуя Анагісава   | 1 жовтня, 2004   | 17 грудня, 2004  |                                          | [ 7 ]    |
| Rakugo Tennyo Oyui                                                     | Нобухіро Такемото | 5 січня, 2006    | 23 березня, 2006 |                                          | [ 8 ]    |
| Lovedol ~Lovely Idol~                                                  | Кеітаро Мотонаґа  | 2 жовтня, 2006   | 18 грудня, 2006  | Спілбна робота з AIC ASTA.               | [ 9 ]    |
| Kyoshiro to Towa no Sora                                               | Тецуя Анагісава   | 5 січня, 2007    | 23 березня, 2007 |                                          | [ 10 ]   |
| School Days                                                            | Кеітаро Мотонаґа  | 3 липня, 2007    | 27 вересня, 2007 |                                          | [ 11 ]   |
| Akaneiro ni Somaru Saka                                                | Кеітаро Мотонаґа  | 2 жовтня, 2008   | 18 грудня, 2008  |                                          | [ 12 ]   |
| Ikki Tōsen: Xtreme Xecutor                                             | Коічі Охата       | 26 березня, 2010 | 11 червня, 2010  | Продовження Ikki Tōsen: Great Guardians. | [ 13 ]   |
| High School DxD                                                        | Тецуя Анагісава   | 6 січня, 2012    | 21 березня, 2012 |                                          | [ 14 ]   |
| High School DxD New                                                    | Тецуя Анагісава   | 7 липня, 2013    | 22 вересня, 2013 | Продовження High School DxD.             | [ 15 ]   |
| Daimidaler: Prince vs Penguin Empire                                   | Тецуя Анагісава   | 5 квітня, 2014   | 21 червня, 2014  |                                          | [ 16 ]   |
| Bladedance of Elementalers                                             | Тецуя Анагісава   | 14 липня, 2014   | 29 вересня, 2014 |                                          | [ 17 ]   |
| High School DxD BorN                                                   | Тецуя Анагісава   | 4 квітня, 2015   | 20 червня, 2015  | Продовження High School DxD New.         | [ 18 ]   |
| Seven Mortal Sins                                                      | Кінджі Йошімото   | 14 квітня, 2017  | 29 липня, 2017   | Спільна робота з Artland.                | [ 19 ]   |
| Doreiku                                                                | Рьоічі Курая      | 13 квітня, 2018  | 29 червня, 2018  | Спільна робота з Zero-G.                 | [ 20 ]   |
| Senran Kagura Shinovi Master -Tokyo Yōma-hen-                          | Тецуя Анагісава   | 12 жовтня, 2018  | 28 грудня, 2018  | Продовження Sengan Kagura.               | [ 21 ]   |
| Kandagawa Jet Girls                                                    | Хіраку Канеко     | 8 жовтня, 2019   | 7 січня, 2020    | Оригінальна робота                       | [ 22 ]   |
| Redo of Healer                                                         | Такуя Асаока      | 13 січня, 2021   | 31 березня, 2021 |                                          | [ 23 ]   |
| Immoral Guild                                                          | Такуя Асаока      | 5 жовтня, 2022   | 21 грудня, 2022  |                                          | [ 24 ]   |
| VTuber Legend: How I Went Viral After Forgetting to Turn Off My Stream | Такуя Асаока      | 7 липня, 2024    | 22 вересня, 2024 |                                          | [ 25 ]   |

### OVA
- Cosplay Complex (2002) [26]
- Cosplay Complex: Extra Identification (2004)
- Papa to Kiss in the Dark (2005) [27]
- Itsudatte My Santa! (2005) [28]
- School Days: Valentine Days (2008)
- High School DxD OVAs (2012, 2013 і 2015)

### ONA
- Busou Shinki(2011)

### Фільми
- Suki ni Naru Sono Shunkan o (2016)
- Zutto Mae Kara Suki Deshita (2016)